# Teodoro Ameyden
Teodoro Ameyden, o Teodoro a Meyden o Teodoro Amidenio o Dirk van Ameyden o Theodorus Amydenus ('s-Hertogenbosch, 1586 – Roma, 30 gennaio 1656), è stato un avvocato, poeta, storico e traduttore fiammingo naturalizzato italiano.

## Biografia
Teodoro Ameyden nacque nel Brabante Settentrionale, una regione che nel XVI secolo apparteneva al regno di Spagna, in una famiglia cattolica di tradizioni filo-spagnole; suo padre Gerardo, ufficiale di Sua Maestà cattolica, morirà sul campo di battaglia. Ameyden giunse a Roma nel 1600, in pellegrinaggio per l'anno giubilare; si fermò definitivamente a Roma: frequentò per cinque anni i corsi di filosofia e teologia nel Collegio Romano, nel 1606 sposerà una nobile romana (Barbara Fabrini) e, dopo la laurea in utroque iure a Macerata nel 1607, a Roma svolgerà con successo la professione forense; fu fra l'altro fu l'avvocato della Dataria apostolica e del Re di Spagna presso la Corte pontificia. 
A Roma svolse anche una imponente attività letteraria come poeta in italiano e in latino, traduttore in lingua italiana di opere letterarie latine, olandesi e spagnole, rapporti sugli avvenimenti contemporanei e guide alle istituzioni culturali, religiose e politiche presenti a Roma nella prima metà del XVII secolo; vanno ricordati in particolare il trattato De pietate romana del 1625 (una raccolta di informazioni sulle opere di carità cristiana esistenti a Roma) e un ampio repertorio delle famiglie romane nobili che sarà pubblicato postumo nel 1910. L'Ameyden si fece conoscere anche quale organizzatore di feste; fu inoltre amico di letterati e di artisti, intimo in particolare di Vincenzo Giustiniani con il quale scambiò alcune lettere che rivestono un certo interesse per la storia dell'arte.
Nel 1654 fece stampare a Venezia un grosso volume sulla Dataria apostolica (Tractatus de officio et iurisdictione Datarii, ecc.), dedicato al papa Innocenzo X, che per colpa dello stampatore apparve senza il prescritto "Superiorum permissu" (Permesso dei Superiori). La Congregazione dell'Indice condannò immediatamente l'Ameyden al bando in perpetuitate dallo Stato pontificio. Ameyden riparò a Firenze. dove iniziò una battaglia per il ritorno a Roma. Il bando fu revocato ai primi del 1655: Ameyden ritornò a Roma, ma morì poco dopo. Fu seppellito nella chiesa di Santa Maria dell'Anima.

## Scritti
- Trattato della natura del vino, e del ber caldo, e freddo: di Theodoro a Meyden, theologo, filosofo e giureconsulto, In Roma: Giacomo Mascardi, 1608
- De pietate Romana libellus in quatuor partes diuisus, Auctore Theodoro Amydeno in Romana curia caussarum aduocato, Romae: typis Iacobi Mascardi, 1625 (Google libri)
- Panegyricus, ad sanctiss. D.N. Urbanum PP. VIII de foelici eius ad summum pontificatum assumptione, Lugduni: apud Ambrosium Traversarium, 1625
- Relatione della festa fatta alla Riccia nella traslatione di quella imagine della Vergine santissima dalla capella, ouero luogo oue fù trouata, alla chiesa fabricata al suo nome, In Roma: appresso Francesco Cavalli, 1633
- Relatione delle feste fatte in Roma per l'elettione del re de romani, In Roma: appresso Lodovico Grignani, 1637
- Il can dell'ortolano, comedia di Theodoro Ameyden, tratta dallo spagnuolo, recitata dalli Accaedemici volubili, In Viterbo; Roma: Bart. Lupardi, 1642
- Oratio in funere Elisabethae Borboniae, Hispaniarum reginae, Theodori Ameyden in Romana curia aduocati, & negotia Mediolani pro catholica maiestate agentis, Romae: ex typographia Ludovici Grignani, 1645
- Theodori a Meyden Paraenesis ad Angliam, Romae: typis Ludovici Grignani, 1649
- Inuictissimo, et potentissimo Philippo IV Hispaniarum regi, &c. ob nouas nuptias gratulatoria, Romae: typis Ludovici Grignani, 1649
- Tractatus de officio, & iurisdictione datarii, et de stylo datariae, auctore Theodoro Amydenio in Romana curia causarum, et regio aduocato, in duos libros distinctus, Venetiis: apud Turrinum, 1654 (Google libri)
- La storia delle famiglie romane; con note ed aggiunte del comm. Carlo Augusto Bertini, Roma: Collegio araldico, 1910; Bologna: Forni, 1967; Roma: Edizioni romane Colosseum, 1987
- Vitae et Elogia Summorum Pontif. et Sanctae Romanae Ecclesiae cardinalium, suo aevo defunctorum ad Urbanum filium (manoscritto conservato nella Biblioteca Casanatense, n. 1336)
- Ragguaglio delle famiglie nobili Romane antiche e moderne, e relazione del Tevere e fontane antiche e moderne di Roma, Bruxelles 1672